# Salgueiros (Villa de Cruces)
Salgueiros (oficialmente San Pedro de Salgueiros) es una parroquia española del municipio de Villa de Cruces, perteneciente a la provincia de Pontevedra, en la comunidad autónoma de Galicia.

## Historia
Hacia mediados del siglo XIX, el lugar, ya por entonces perteneciente a Carbia, tenía contabilizada una población de doscientos habitantes. Aparece descrito en el decimotercer volumen del Diccionario geográfico-estadístico-histórico de España y sus posesiones de Ultramar de Pascual Madoz con las siguientes palabras:

SALGUEIROS (San Pedro): felig. en la prov. de Pontevedra (9 leg.), part. jud. de Lalin (3), dióc. de Santiago (4), ayunt. de Carbia. sit. en la márg. izq. del r. Ulla, sobre el cual existe el puente de madera llamado Basebe; reinan todos los vientos; el clima es sano. Tiene 40 casas en las ald. de Larece, Penagarfas, Penido y Valado. La igl. parr. (San Pedro), de la que es aneja la de Sta. Maria de Ollares, está servida por un cura de entrada y patronato del arz.: hay tambien 2 ermitas dedicadas á San Gregorio y San José. Confina: N. r. Ulla; E. Ollares; S. Piloño, y O. Obra. El terreno es de buena calidad y muy fértil. prod.: trigo, maiz, centeno, patatas, castañas, vino, legumbres, maderas, esquisitas frutas y pastos; hay ganado vacuno, de cerda y lanar, y pesca de varias especies. pobl.: 44 vec., 200 alma. contr.: con su ayunt. (V.).
(Madoz, 1849, p. 696)

En 2022, tenía empadronados 131 habitantes.